# قسم ميانده الريفي (مقاطعة فسا)
قسم ميانده الريفي (بالفارسية: دهستان میانده) هي منطقة سكنية تقع في Shibkaveh District في إيران. يقدر عدد سكانها بـ 10,898 نسمة .